# Gabino-Alejandro Carriedo
Gabino-Alejandro Carriedo (Palencia, 1923-San Sebastián de los Reyes, 1981) fue un escritor palentino cuya obra se encuentra íntegramente contenida en el siglo XX. Cultivó especialmente el género poético, presentando muchos de sus libros en revistas de la época y siendo editor de algunas de ellas.

## Biografía
Nació en el año 1923 en Palencia; a partir de la década de 1940 comienza su carrera literaria. 
Su andadura se inició en su ciudad natal, donde creó, junto a José María Fernández Nieto y otros, la revista Nubis (1946) y publicó un libro vinculado al Tremendismo, Poema de la condenación de Castilla. 
Posteriormente se trasladó a Madrid, donde escribió obras como La piña sespera, vinculándose al Postismo de Carlos Edmundo de Ory y Eduardo Chicharro Briones y participando activamente en esta vanguardia.
En los años 50 crea, junto a Ángel Crespo, el Realismo mágico en poesía, que difundirán a través de revistas como El Pájaro de Paja, Poesía de España y Deucalión.
A partir de 1960 su poesía torna hacia temas sociales con poemarios como El corazón en un puño o Política agraria. En la década siguiente su obra dará un nuevo giro hacia la vanguardia, con Los lados del cubo, libro influenciado por el Modernismo brasileño y el Constructivismo.
En 1980 la editorial Hiperión edita una antología de su obra con el título Nuevo compuesto descompuesto viejo. 
Falleció repentinamente el 6 de septiembre de 1981 en San Sebastián de los Reyes, fue incinerado en Madrid y sus cenizas fueron llevadas al cementerio de Ntra. Sra. de los Ángeles de Palencia.

## Obra
- Poema de la condenación de Castilla. Palencia: Merino. 1946
- El cerco de la vida(1946-47), aunque editado póstumamente en Segovia: Pavesas. 2002
- La sal de Dios (1948). Inédito hasta su inclusión en Poesía. 2006
- La piña sespera (1948). Inédito hasta su inclusión en Nuevo compuesto descompuesto viejo. 1980
- La flor del humo (1949). Inédito hasta su inclusión en Nuevo compuesto descompuesto viejo. 1980
- Los animales vivos (1951), aunque publicado en Carboneras de Guadazón: El toro de barro. 1966
- Del mal, el menos. Madrid: El Pájaro de Paja. 1952
- Las alas cortadas. Madrid: La piedra que habla. 1959
- El corazón en un puño. Santander: La isla de los ratones. 1961
- Política agraria. Madrid: Poesía de España. 1963
- Los lados del cubo. Madrid: Poesía de España. 1973
- Nuevo compuesto descompuesto viejo. Madrid: Hiperión. 1980. Prólogo de Antonio Martínez Sarrión.
- Lembranças e deslembranças (años 70), aunque editado póstumamente en Cáceres: El Brocense. 1988. Edición y traducción a cargo de Amador Palacios.
- El libro de las premoniciones (póstumo). Cuenca: El toro de barro. 1999. Prólogo de Carlos de la Rica.
- Poesía interrumpida (antología). Madrid: Huerga & Fierro. 2006
- Poesía (obra completa). Valladolid: Fundación Jorge Guillén. 2006. Prólogo de Fanny Rubio.
- Sonetos. Palencia: Fundación Díaz Caneja. 2010. Introducción y selección de Mario Paz González.
- Prosa. Veinte relatos y una nouvelle. Valladolid: Fundación Jorge Guillén. 2023. Introducción, selección y notas de Mario Paz González.